# Astanchus
Astanchus là một chi bọ cánh cứng trong họ 
Elateridae.
Chi này được miêu tả khoa học năm 1979 bởi Gurjeva.

## Các loài
Các loài trong chi này gồm:
- Astanchus sinensis Schimmel, 2004
- Astanchus ussuriensis (Gurjeva, 1975)